# La Norville
La Norville é uma comuna francesa na região administrativa da Ilha de França, no departamento de Essonne. Estende-se por uma área de 4.52 km². Em 2010 a comuna tinha 4 360 habitantes (densidade: 964,6 hab./km²).